# Motag
Motag is een historisch motorfietsmerk.
De bedrijfsnaam was: Eisenwerk Becker & Co., Leipzig-Leutzsch.
Duits merk dat een door Ingenieur J. Schneeweiß ontworpen Elektron lichtmetaalframe toepaste. Daarin werden 514-, 642- en 804 cc paralleltwin-kopklepmotoren met lucht- en waterkoeling gebouwd. Het was een bijzondere constructie die niet veel aftrek vond. De productie duurde, ook door de enorme concurrentie van honderden kleine merken die rond 1923 in Duitsland ontstonden, slechts één jaar, tot 1924.
Volgens sommige bronnen heette het merk overigens Moag.